# Halles de Schaerbeek
Pour les articles homonymes, voir Halles et Schaerbeek (homonymie).
Résidence
Les Halles de Schaerbeek (en néerlandais : Hallen van Schaarbeek) sont un centre culturel bruxellois situé à Schaerbeek, 22 rue Royale Sainte-Marie, dans l'ancien marché couvert Sainte-Marie construit en 1865 et détruit par un incendie en 1898.

## Historique

### L'édifice
L'édifice est construit en 1865 sous la houlette de l'architecte Gustave Hansotte, pour servir de marché couvert (marché couvert Sainte Marie) aux paysans venant des campagnes alentour vendre leurs volailles et leurs légumes.
Les halles ont malheureusement été détruites par un incendie en 1898 et il ne reste plus guère actuellement du bâtiment de 1865 que la façade centrale avec l'emplacement d'une horloge disparue.
La commune fait alors appel à une entreprise spécialisée en structures métalliques. Les nouvelles halles de plus de 3 000 m² sont inaugurées en octobre 1901, elles sont l'œuvre de l'architecte Henri Van Massenhove construites en 1901 avec l'aide du constructeur Bertaux spécialiste des structures métalliques.

### Le marché
Le marché connut un grand succès. Il était desservi par les vicinaux à vapeur qui facilitaient le ravitaillement quotidien de la capitale en produits alimentaires.
Après l'incendie de 1898, un marché provisoire est installé aux alentours de l'église Sainte-Marie jusqu'à la reconstruction en 1901.
La partie droite du bâtiment porte encore la mention "Beurre et œufs". Cette aile bénéficie d'une isolation naturelle puisque son mur droit est accolé au remblai qui relie la rue Royale Sainte-Marie à la chaussée de Haecht située plus haut et convenait donc bien à la vente de produits laitiers. Le marché aux poissons, quant à lui, était relégué dans la petite halle, un peu à l'écart, pour limiter les nuisances dues aux odeurs. Dans la galerie au 1er étage de la halle centrale se trouvait la mercerie.

### Abandon
Le nouveau marché resta en activité jusqu'aux environs de 1920 mais l’apparition progressive des grandes surfaces et des magasins à rayons multiples allait causer son déclin.
Pendant 50 ans, le bâtiment va rester à l'abandon, servant parfois de parking ou de lieu de stockage ou encore de terrain d'aventures pour les enfants du quartier.

### Rénovation et réaffectation
Abandonné de 1920 au début des années 1970, le lieu est racheté en 1973 par la Cocof qui le cède à la Communauté française en 1983.
Le chantier de rénovation, débuté en 1984, se termine en 1997 et les Halles deviennent un centre culturel. C'est un des premiers lieux industriels réaffectés en complexe culturel. Et en tout cas le premier marché couvert. Les Halles de Schaerbeek sont un des rares bâtiments à structure métallique existant encore à Bruxelles.
Exemple de réaffectation d'un lieu industriel en complexe culturel, les Halles comprennent trois salles de spectacle : la Grande Halle (capacité : jusqu'à 2 000 spectateurs debout), la Petite Halle (salle polyvalente) et la Cave (foyer, bar, espace polyvalent).
Les Halles se prêtent bien aux spectacles de cirque mais leur infrastructure modulable permet toutes les activités. Elles sont très ouvertes sur le quartier qui abrite une population multiculturelle et souvent défavorisée.
Sous l'impulsion de Philippe Grombeer - leur premier directeur, elles ont, depuis 1991, une vocation de Centre culturel européen. Depuis décembre 2012, la direction est assurée par Christophe Galent (ancien secrétaire général de la scène nationale Le Volcan au Havre).

## Accès
| ___ | Ce site est desservi par la station de métro : Botanique. |